# (3949) Mach
(3949) Mach es un asteroide perteneciente al cinturón de asteroides, descubierto el 20 de octubre de 1985 por Antonín Mrkos desde el Observatorio Kleť, České Budějovice, República Checa.

## Designación y nombre
Designado provisionalmente como 1985 UL. Fue nombrado Mach en honor al físico y filósofo austriaco Ernst Mach.